# Denou Manga
Denou Manga est un village du Cameroun situé dans la région du Nord, le département du Faro, l’arrondissement de Beka, dans les monts Atlantika, à la frontière avec le Nigeria. Il fait partie du lamidat de Tchamba.

## Population
Lors du recensement de 2005 réalisé par le Bureau central des recensements et des études de population (BUCREP), 899 habitants y ont été dénombrés.

## Géographie
Le village fait partie de l'arrondissement de Beka qui est une plaine située entre la ligne de montagne des Monts Atlantika à l'ouest et d'autres massifs à l'est. L'arrondissement est bordé à l'est par les rivières Faro et Déo.

### Climat
Le climat dans l’arrondissement de Beka est de type semi-aride sahélien. Un vent très chaud le jour et très froid la nuit, le harmattan, souffle du nord au sud. Il existe deux saisons : la saison sèche qui se déroule généralement de mi-octobre à mi-mai et la saison des pluies qui va de mi-mai à mi-octobre. Cette saison des pluies est accompagnée généralement de grands vents et d'orages.

### Environnement
La flore de l'arrondissement de Beka est la savane. Elle est arborée dans le sud et arbustive dans le nord, ce qui signifie que la végétation est plus dense dans le sud. On retrouve des végétaux comme le palmier rônier, le bouleau d'Afrique ou encore le karité.

### Religion
La religion principale dans l'arrondissement de Beka est l'Islam, mais on décompte aussi des chrétiens et des animistes.

### Artisanat et commerce
La plupart des produits fabriqués sont commercialisés pour une utilisation locale. Le commerce se fait en particulier avec le Nigéria voisin. 

### Ressources naturelles
La pierre à lécher se retrouve dans les marécages du côté de Denou Manga et elle est l'une des principales ressources naturelles de la commune.

### Éducation
Le Plan communal de développement de Beka fait état d'une éducation de base à Denou Manga avec 4 salles de classe.

## Tourisme
Le village de Denou Manga est situé à proximité des monts Atlantika qui attirent les touristes pour son terrain très propice au trekking.